# Friedrich Kraft Schenck zu Schweinsberg
Friedrich-Kraft Freiherr Schenck zu Schweinsberg (* 25. Dezember 1900 in Berlin; † 8. August 1985 in Hannover) war ein deutscher Verwaltungsjurist und Richter in der Sozialgerichtsbarkeit.

## Leben
Friedrich Kraft Schenck zu Schweinsberg studierte an der Georg-August-Universität Göttingen Rechtswissenschaft. 1920 wurde er Mitglied des Corps Saxonia Göttingen. Er legte 1926 die Assessorprüfung ab und war anschließend Regierungsassessor in Osterburg (Altmark), Stade und Potsdam. Er wurde 1933 kommissarisch und 1934 endgültig zum Landrat des Landkreises Bremervörde ernannt. Das Amt hatte er bis 1945 inne. Zusätzlich vertrat er von 1940 bis 1943 den Landrat des Landkreises Land Hadeln. Nach kurzem Fronteinsatz als Soldat an der Westfront geriet er in Kriegsgefangenschaft, aus der er im März 1947 entlassen wurde. Er kehrte nach kurzer Tätigkeit als kaufmännischer Angestellter in den Staatsdienst zurück und war Regierungsrat in Hannover. Dann war er Sozialgerichtsrat und zuletzt Erster Sozialgerichtsrat am Sozialgericht Hannover. Nach seiner Pensionierung lebte er weiterhin in Hannover. Verheiratet war er seit 1927 mit Ellen-Marie Andreae.